# 城南町
城南町（日语：／ Jōnan machi */?）是位于日本熊本縣中部的一個城鎮，屬下益城郡。已於2010年3月23日併入熊本市。
由於位於熊本城之南方，因此命名為「城南」。

## 歷史

### 年表
- 1889年4月1日：實施町村制，現在的轄區在當時分屬：下益城郡隈庄町、杉上村、豐田村。
- 1955年3月1日：杉上村、隈庄町、豐田村合併為城南町。
- 2010年3月23日：被併入熊本市。

### 變遷表
| 1889年以前 | 1889年4月1日 | 1889年 - 1944年 | 1945年 - 1954年 | 1955年 - 1988年     | 1988年 - 現在            | 現在                     |
| ---------- | ------------ | --------------- | --------------- | ------------------- | ------------------------ | ------------------------ |
|            | 隈庄町       | 隈庄町          | 隈庄町          | 1955年3月1日 城南町 | 2010年3月23日 併入熊本市 | 2010年3月23日 併入熊本市 |
|            | 杉上村       |                 |                 | 1955年3月1日 城南町 | 2010年3月23日 併入熊本市 | 2010年3月23日 併入熊本市 |
|            | 豐田村       |                 |                 | 1955年3月1日 城南町 | 2010年3月23日 併入熊本市 | 2010年3月23日 併入熊本市 |

## 觀光資源

### 景點
- 塚原古墳公園
  - 塚原古墳群
  - 熊本縣民天文台
  - 城南町歴史民俗資料館
- 御領貝塚：西日本最大規模的貝塚
- 阿高、黑橋貝塚

### 祭典、活動
- 城南町夏祭：於7月23日-24日舉行
- 火之君祭：於10月最後一個星期日舉行

## 本地出身之名人
- 上塚周平：推動移民巴西的主要人物
- 東家嘉幸：前日本眾議院議員
- 潮錦義秋：前大相撲小結

## 外部連結
- （日語） 城南町商工會 （页面存档备份，存于）